# 科德爾克里克鎮區 (北卡羅萊納州艾爾代爾縣)
科德爾克里克鎮區（英語：Coddle Creek Township）是位於美國北卡羅萊納州艾爾代爾縣的一個鎮區。

## 地方資料
科德爾克里克鎮區的面積為116.80平方千米，皆為陸地。根據2020年美國人口普查的數據，當地共有人口41534人，而人口密度為每平方千米355.6人。